# Sonntage mit Sybill
Sonntage mit Sybill (im Original Les Dimanches de Ville d’Avray) ist ein französisches Filmdrama von Serge Bourguignon aus dem Jahr 1962. Das Drehbuch basiert auf einem Roman von Bernard Eschassériaux. Die Erstaufführung in Deutschland fand am 1. März 1963 statt.

## Handlung
Der Vietnam-Veteran Pierre ist Halbinvalide. Er gibt sich die Schuld am Tod eines vietnamesischen Kindes, das bei einer Notlandung, die Pierre mit seinem Bomber machen musste, umkam. Mit seiner Freundin Madeleine, einer Krankenschwester, verbinden ihn nur romantische Gefühle. Pierre begegnet der 12-jährigen Sybill. Das Mädchen kommt in ein Waisenhaus. Pierre gibt sich als ihr Vater aus, so dass sie das Heim immer wieder für kurze Zeit verlassen kann. Monatelang verbringt Pierre seine Sonntage mit Sybill.
Ein Arzt, der in die Krankenschwester verliebt ist, bekommt die Beziehung zwischen Pierre und Sybill heraus, interpretiert sie aber als sexuelles Verhältnis. Er benachrichtigt die Polizei, die ebenso das Paar missversteht.
Sybill machte an einem der Sonntage einen Scherz, Pierre solle ihr den Wetterhahn vom Dach der Kirche in der Nähe des Waisenhauses holen. Als Pierre kein Weihnachtsgeschenk für Sybill auftreiben kann, erinnert er sich an den Scherz. Der Ex-Pilot hat die Nerven und besteigt den 100 Meter hohen Kirchturm. Mit einem Messer montiert er den Metallhahn ab und bringt ihn dem Mädchen. In diesem Moment kommt die Polizei. Die Beamten sehen Pierre mit dem Messer in der Hand vor dem Mädchen und erschießen ihn.

## Kritiken
„Der frühere Dokumentarist Bourguignon, geboren 1928, hat die literarische Vorlage von allen Lolita-Motiven gereinigt und zu einer märchenhaften Freundschaftsgeschichte stilisiert. Sein romantisches Spielfilmdebüt fasziniert mit einem individuellen Stilwillen.“

„Ein in Fabel und Bildsprache ungewöhnlich poetischer Film, der jedoch auf bedenkliche Art das reine Reich der Fantasie gegen einen stupiden Alltag ausspielt. Ab 16 möglich.“

## Auszeichnungen
Oscarverleihung 1963
- Oscar in der Kategorie Bester fremdsprachiger Film

Oscarverleihung 1964
- Nominierungen in den Kategorien Bestes adaptiertes Drehbuch und Beste Filmmusik

Golden Globe 1963
- Nominierung für den Samuel Goldwyn Award

## Hintergrund
Dies ist die vierte von sieben Regiearbeiten von Serge Bourguignon, der im Film auch eine kleine Nebenrolle als galanter Herr übernahm. Auch Co-Autor Antoine Tudal ist in einer Rolle als Maler zu sehen.

## Soundtrack
- Orgelkonzert Nr. 6 von Georg Friedrich Händel
- Adagio für Orgel und Orchester von Tomaso Albinoni
- Alte Weisen und Tänze von Ottorino Respighi
- Weihnachts-Oratorium von Marc-Antoine Charpentier